# Wassen
Wassen (lyssna (fil)) är en ort och kommun i kantonen Uri, Schweiz. Kommunen har 428 invånare (2023).
Till kommunen hör också orten Meien som består av ett antal byar i Meiendalen.

## Sankt Gotthardsbanan
Wassen blev världsberömt vid byggandet av Sankt Gotthardsbanan (1872-1882). Kyrkan i Wassen som kan ses flera gånger från olika perspektiv på tåget är en symbol för linjen. Mellan två vändtunnlar ändrar järnvägen riktning två gånger i en dubbel slinga. Man passerar Wassen och kyrkan tre gånger. En sträcka som fågelvägen är två km blir istället åtta kilometer i syfte att begränsa järnvägens lutning till 26 ‰. 